# Västra Strö kyrka
För andra betydelser, se Strö kyrka (olika betydelser).
Västra Strö kyrka är en kyrkobyggnad i Västra Strö i Lunds stift. Den är församlingskyrka i Östra Onsjö församling.

## Kyrkobyggnaden
Kyrkan är byggd av Gråsten i nygotisk stil och består av långhus, kor och femsidig absid. Vid västra sidan står ett kvadratiskt kyrktorn med smäcker spira.
Kyrkobyggnaden uppfördes och bekostades av friherre Nils Axel Arvid Trolle (1859-1930) i Trollenäs, som var pastoratets Patron. Söndagen den 7 oktober 1877 invigdes kyrkan av biskop Wilhelm Flensburg. När nuvarande kyrka byggdes revs den tidigare medeltida kyrkan, som enligt en uppgift från 1471 var vigd åt S:t Nicolaus. Dess plats är markerad med ett träkors på kyrkogården. Några dagar efter påsk år 2012 rasade ett stycke takputs ner i kyrkan. Det visade sig att stora delar av innertaket, som putsas om under 1950-talet. löpte risk att rasa. Kyrkan stängdes därför tills vidare för att möjliggöra renovering. År 2014 fattade kyrkofullmäktige beslut om att under 2015 genomföra renovering, en kostnad om ca 2 500 000 kr, varav 860 000 kr utgick i kyrkoantikvarisk ersättning.

## Inventarier
- Ett dopfat av mässing härstammar från senare delen av 1500-talet.
- Den medeltida kyrkans lillklocka är numer placerad i koret.
- Altartavlan från 1877 målades av Christian Andreas Schleisner. Under bilden finns följande bibelcitat: "Kom icke vid mig, ty jag är icke ännu uppfaren till min Fader." (Johannes 20:17)

## Orgel
- Den mekaniska orgeln, som bara har en manual och ett fåtal pedaler, byggdes av Knud Olsen i Köpenhamn år 1877. Orgeln har en fast kombination. Den restaurerades år 1900. Den renoverades 1973 av J. Künkels Orgelverkstad AB, Lund.

| Manual            | Pedal   |
| Borduna 16´       | Bihängd |
| Principal 8´      |         |
| Gedakt 8´         |         |
| Viola di Gamba 8' |         |
| Octav 4'          |         |
| Flöite 4'         |         |
| Octav 2'          |         |
| Trumpet 8'        |         |